# Mrzezino (stacja kolejowa)
Mrzezino – stacja kolejowa w Mrzezinie, w województwie pomorskim. Stacja powstała w 1898 (pierwszy pociąg dojechał do Pucka 15 grudnia 1898). Stacja leży na linii kolejowej nr 213, która obsługuje Mierzeję Helską, z tego względu przewozy wykazują dużą sezonowość.

## Ruch pasażerski
| Rok  | Wymiana pasażerska na dobę |
| ---- | -------------------------- |
| 2017 | 300-499                    |
| 2022 | 300-499                    |

## Położenie
Stacja kolejowa w Mrzezinie znajduje się w zachodniej części miejscowości. Dworzec stoi przy ulicy Kolejowej, niedaleko od skrzyżowania ze Szkolną. Po drugiej stronie torów znajduje się ulica Jana Pawła II, łącząca osiedla Meksyk i Korea.

## Historia

### Tło powstania
W 1870, przy okazji budowy linii kolejowej ze Słupska do Sopotu, kolej dotarła do Redy. Odcinek ten domykał połączenie Gdańsk – Szczecin przez Słupsk i Koszalin. W przeciwieństwie do większości budowanych w tym czasie na Pomorzu linii kolejowych, nie była ona budowana w ramach Królewskiej Kolei Wschodniej, mimo tego później została przez nią przejęta. W latach 80. i 90. XIX wieku sieć kolejowa w Prusach zaczęła się zagęszczać. Po wybudowaniu głównych magistrali zaczęły powstawać linie lokalne, łączące miasta powiatowe.

### 1897–1920
W grudniu 1897 rozpoczęto budowę pierwszego odcinka współczesnej linii 213 – z Redy do Pucka. Został on otwarty 15 grudnia 1898. Od razu linia miała dochodzić do Krokowej, jednakże budowę rozpoczęto dopiero w 1901, a oddano w 1903.

### 1920–1945
W 1918 Polska odzyskała niepodległość. Granice na Pomorzu ustalono dopiero w 1920. Wówczas linia kolejowa z Redy do Pucka znalazła się w Polsce. Stacja w Pucku była najbliżej morza położonym obiektem na sieci PKP, dlatego zbudowano w Pucku tymczasowy port wraz z bocznicą kolejową.

### 1945–1989
W 1978 PKP zapowiadały szybkie wycofanie parowozów z ruchu pasażerskiego oraz z ruchu towarowego na liniach o trudnym profilu w Północnej DOKP. W 1978 na terenie całej dyrekcji było 13 sprawnych parowozów, głównie obsługujących manewry. Ostra zima 1978/1979 spowodowała jednak powrót parowozów. W tym samym roku przeprowadzono modernizację linii na odcinku Reda – Władysławowo. Podczas remontu między innymi wymieniono szyny lekkie na szyny S49.

### Po 1989
26 września 1993 ze stacji Puck odjechał ostatni planowy pociąg pasażerski prowadzony trakcją parową.
W 1997 stacja została wyremontowana.
W 1998 linia została zmodernizowana. Stacje zostały wyposażone w urządzenia SRK sterowane zdalnie z Gdyni, przez co obsługa stacji (oprócz kas biletowych) stała się zbędna.

## Linie kolejowe
Stacja leży na linii kolejowej nr 213 łączącej Redę z Helem. Linia jest jednotorowa, normalnotorowa, niezelektryfikowana.

## Infrastruktura

### Budynek dworca

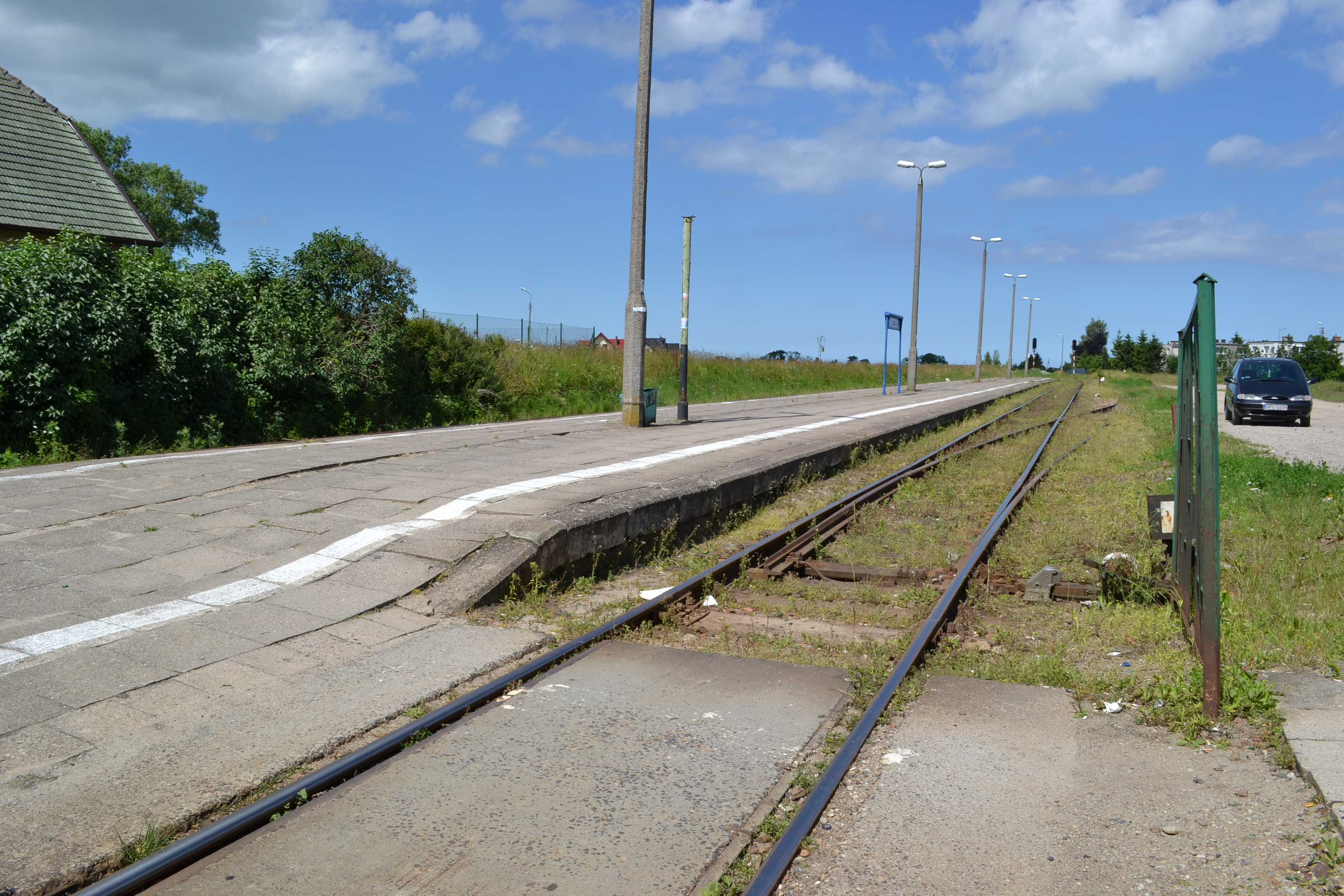
Peron w Mrzezinie – stan sprzed remontu

Budynek dworca jest trójbryłowy, parterowy. Elewacja jest otynkowana i pomalowana na różowo. W budynku mieści się nieczynna nastawnia Mr, biuro stacji, kasa biletowa, poczekalnia oraz magazynek i lampiarnia.

### Perony
Stacja w Mrzezinie posiada jeden peron mający dwie krawędzie. Peron jest niski i niezadaszony. Dostęp do niego jest wyłącznie z poziomu szyn.

## Pociągi

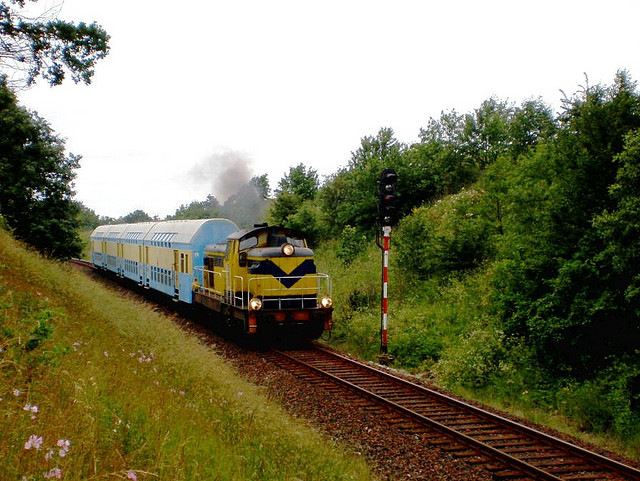
Pociąg osobowy relacji Hel – Gdynia Gł. w okolicy Mrzezina

### Pociągi osobowe
Linią 213 jeżdżą pociągi osobowe w relacji Gdynia – Hel (i z powrotem) oraz Gdynia – Władysławowo (i z powrotem). W okresie letnim na Hel w niektórych latach był przedłużany pociąg osobowy przyspieszony Tur Gdynia – Chojnice prowadzony przez całą swoją trasę lokomotywą spalinową.
Ze względu na duży ruch turystyczny w sezonie letnim oraz zdecydowanie mniejszy poza sezonem, dla linii publikowane były dwie tablice w rozkładzie jazdy. Od 2005 do obsługi połączeń lokalnych pomiędzy Gdynią a Helem zaczęto stosować szynobusy i spalinowe zespoły trakcyjne. Od 2010 są to przypisane do tej linii (oraz do trasy Kościerzyna – Gdynia – Kościerzyna) spalinowe zespoły trakcyjne SA137 i SA138.
W sezonie letnim z powodu wzmożonego ruchu przewozy są obsługiwane składami klasycznymi z wagonami piętrowymi. SZT łączy się wówczas w dłuższe składy często z wagonem doczepnym w środku.

### Pociągi dalekobieżne
Pociągi dalekobieżne jeżdżą linią kolejową nr 213 tylko w czasie wakacji, ze względu na napływ turystów na Mierzeję Helską. Wówczas na tej trasie jeździ kilkanaście par pociągów zarówno pospiesznych (TLK), jak i ekspresowych. Pociągi te ze względu na brak elektryfikacji są prowadzone lokomotywami spalinowymi. Zmiana lokomotyw następuje podczas postoju na stacji Gdynia Główna.